# 普朝柱
普朝柱（1929年—2002年6月14日），男，云南省华宁县人，中华人民共和国政治人物。

## 生平
普朝柱是云南省华宁县宁州镇甸尾村人。幼年丧父，后入学昆明长城中学，参加民主青年同盟。后任华宁县人民政府主席。1960年，升任中共新平县委书记。1979年，任中共玉溪地委副书记；1981年升任书记。1983年，任中共云南省委副书记，云南省人民政府代理省长、省长。1985年，当选中共云南省委书记。1998年3月，第九届全国人大第一次会议上，他当选全国人民代表大会常务委员会委员。

## 家庭
父亲普希贤为国军军官，曾任云南省防空司令部作战科长。